# Escudo de Túnez
El escudo de armas de Túnez fue adoptado el 21 de junio de 1956. Desde entonces ha sufrido algunas pequeñas alteraciones, la más reciente se realizó en el año 1963. 
Es un escudo partido en el que figuran: en la primera partición, en un campo de oro, una balanza de sable y en la segunda, de gules, un león rampante y armado de sable que porta una espada de plata. 
En una franja de azur, situada en el jefe, una galera púnica sobre el mar representado de azur.
Entre la franja del jefe y las dos particiones del escudo aparece escrito en una cinta el lema nacional, en árabe: نظام، حرية، عدالة "niẓām, ḥurriyya, ʿadāla" (“Libertad, Orden, Justicia”). 
Timbra el escudo un círculo de plata perfilado de gules que contiene un creciente (luna creciente) y una estrella de cinco puntas, ambas de gules. El creciente y la estrella de cinco puntas son dos símbolos del Islam y también figuran, dentro del círculo de plata, en la Bandera nacional.
Los elementos del escudo simbolizan los términos que componen el lema nacional:
- La embarcación (una galera púnica) es el símbolo de la Libertad y también es una alusión a la historia del país y a sus intereses marítimos modernos.
- La balanza simboliza la Justicia.
- El león que porta la espada simboliza el Orden.

La luna creciente y la estrella son símbolos tradicionales del Islam. 
Existe otra versión del escudo en la que los campos (fondos) de todas las particiones del escudo y de la cinta en la que aparece escrito el lema aparecen representadas “de oro” (color amarillo en terminología heráldica).

## Escudo bélico
El primer escudo de Túnez independiente son las armas usadas por la dinastía husayní, adoptadas oficialmente el 21 de junio de 1861, según decreto del bey, que representaban el nuevo Reino de Túnez, independiente desde el 20 de marzo de aquel año.
A pesar de haber sido adoptadas oficialmente en 1861, ya se utilizaban antes de esa fecha, como lo testimonia un libro de Henri Dunant publicado en 1858.

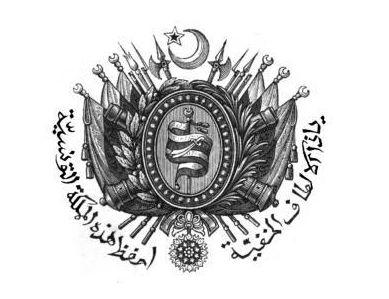
Escudo de armas de 1858
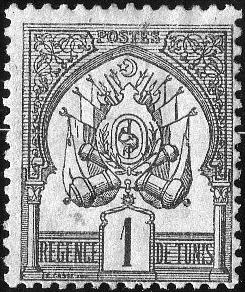
El escudo bélico al primer sello tunecino (1888)
El escudo bélico hacia 1900

## Escudo real

Escudo adoptado en 1956, con los colores intercambiados

El escudo bélico fue sustituido por el nuevo del Reino de Túnez adoptado por decreto del bei del 21 de junio de 1956. El blasonamiento era el siguiente:
Escudo cortado y semipartido:el primero, de azur, una galera púnica sobre un mar de olas; el segundo, de oro, un león pasante contornado de sable que sostiene una espada de plata; el tercero, de gules, una balanza de sable. Surmontado de una luna menguante y una estrella de cinco puntas de gules dentro de un campo circular de plata. Acoplado de dos lanzas y, en la parte superior, dos banderolas, pasadas en aspa. En la punta, acompañado de una espiga de trigo en la diestra y de un ramo de olivo a la siniestra, que confluyen en la medalla al Mérito Nacional. Bajo el escudo, aparece una cinta con el lema nacional en árabe: حرية, نظام, عدالة Nidham - Horriyat - Adalat (en español:Libertad - Orden - Justicia).
El escudo llevaba algunos elementos heredados de las armas bélicas, como las lanzas, las banderolas y la medalla al Mérito. Precisamente el 13 de septiembre del mismo año aquella medalla fue sustituida por la Orden de la Independencia.
A raíz de la abolición de la monarquía el 25 de julio de 1957, el escudo vigente en aquel entonces pasó a representar la nueva República.

## Escudo de 1963

Escudo adoptado en 1963

La ley del 30 de mayo de 1963 modifica sensiblemente el escudo suprimiendo los elementos provenientes de las armas bélicas -las lanzas y las banderolas- e invirtiendo el emplazamiento del león y la balanza, que pasan a figurar respectivamente a la siniestra y a la diestra; el león deja de ser contornado y mira hacia la diestra. Los diversos campos pasan a ser todos de oro, si bien las balanzas y el león siguen teniendo los mismos esmaltes; se especifica, además, que el barco «tiene el buque bistro, las velas de plata y los pabellones flotantes rojos, navegando en un mar de azur». Finalmente, la cinta con el lema nacional - «de oro con la inscripción en negro» - aparece colocada sobre el escudo, en la parte central.
Los términos heráldicos usados en el redactado de la ley (como diestra y siniestra, es decir, la izquierda y la derecha, respectivamente, según el que mira el escudo) no corresponden con el dibujo que se ofrece a continuación.

## Escudo de 1989
Seguramente para evitar esta contradicción entre lo que decía el blasonamiento oficial y el escudo que se usaba desde 1963, el 2 de septiembre de 1989 se modifica la descripción, y donde decía diestra (es decir, la izquierda para el que mira el escudo) ahora dice derecha, y donde decía siniestra ahora dice izquierda. El resto del blasonamiento es el mismo que el de 1963.